# Província pakistanesa del Balutxistan

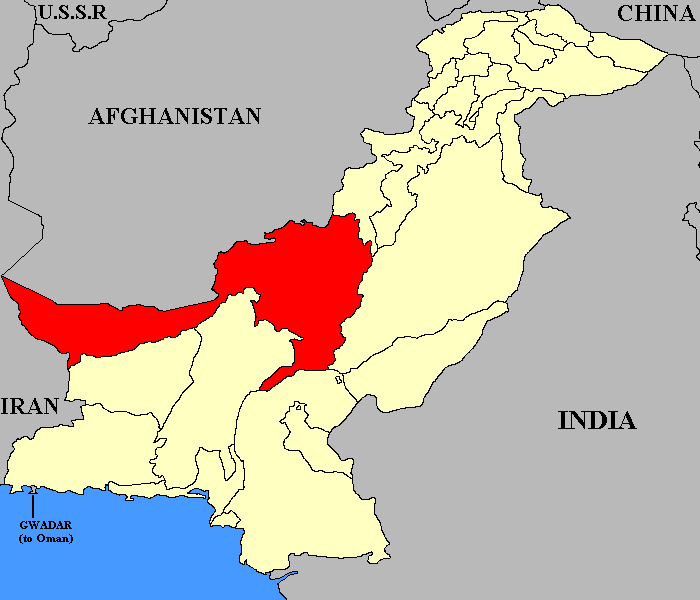
Província pakistanesa del Balutxistan

La província pakistanesa del Balutxistan (1947-1955) fou una divisió administrativa pakistanesa que va existir entre la independència el 1947 i el 1955, any en què les províncies foren abolides i es van formar dues províncies: Pakistan Occidental i Pakistan Oriental. Encara que el 1970 la província fou restablerta, els seus limíts foren molt diferents, ja que es va unir a l'antiga Unió d'Estats del Balutxistan en una nova entitat més gran. Vegeu: Província del Balutxistan.

## Història
La província britànica del Balutxistan fou una entitat administrativa de l'Índia Britànica formada per territoris amb control polític i altres territoris directament sota domini britànic, dividida en el Balutxistan Britànic i l'Agència del Balutxistan. La província i agència es van crear el 1877 i fou inclosa a l'Índia Britànica el 1887. En conjunt la formaven els districtes de Quetta-Pishin, Sibi, Loralai, Zhob, Chagai, i del Pas de Bolan, tots a càrrec d'un agent excepte Chagai (sota un assitent polític) i Pas de Bolan (administrat per l'agent polític a Kelat). L'agent de Sib exercia com a agent polític també de les tribus Marri i Bugti i al territori de Lahri al Kanat de Kelat on vivien les tribus 
Dombki, Umrani i Kaheri.
La província es va integrar al Pakistan el 15 d'agost de 1947. Va continuar sota administració d'un Comissionat en cap. Va ser dissolta el 1955. El comissionat era nomenat pel govern federal i no hi havia legislatura elegida, però el governador podia consultar a la jirga o assemblea de caps tribals.
Estava formada per tres àrees:
- Els districtes establerts (Quetta i Jaffarabad principalment)
- Les agències polítiques (agència de Zhob i agència de Chagai)
- Les àrees tribals (Bugti, Marri).

| Dates                              | Commissionat en cap del Balutxistan |
| ---------------------------------- | ----------------------------------- |
| 15 agost 1947 - 3 octubre 1947     | Sir Geoffrey Prior                  |
| 3 octubre 1947 - 8 abril 1948      | Sir Ambrose Dundas Flux Dundas      |
| 9 abril 1948 - 18 gener 1949       | Cecil Arthur Grant Savidge          |
| 19 gener 1949 - 16 juliol 1949     | Sahibzada Mohammad Kursheed         |
| 16 juliol 1949 - 18 novembre 1952  | Mian Aminuddin                      |
| 18 novembre 1952 - 13 febrero 1953 | Unknown                             |
| 13 febrero 1953 - 8 novembre 1954  | Qurban Ali Khan                     |
| 8 novembre 1954 - 19 julio 1955    | Sardar Bahadur Khan                 |
| 19 julio 1955 - 25 julio 1955      | R.A.F. Hyride                       |
| 26 julio 1955 - 14 octubre 1955    | R.A.M. Shaker                       |
| 14 octubre 1955                    | Abolició de la província            |

## Balutxistan britànic
El Balutxistan Britànic era la part directament dominada pels britànics de la província britànica del Balutxistan a l'Índia Britànica, exceptuant els territoris també directament dominats que per diverses raons havien estat inclosos a l'agència del Balutxistan.
El formaven quatre tahsils i una subdivisió:
- Shahrig
- Sibi
- Duki
- Pishin amb el territori de Shorarud
- I la subdivisió de Chaman

La superfície total era de 24542 km².

### Govern
El comissionat en cap del Balutxistan Britànic i l'agent eren la mateixa persona. Van exercir el càrrec d'agent i comissionat els següents:
- Sir Oliver Beauchamp Coventry St. John (interí) 19 de juny de 1877-11 desembre de 1877
- Coronel Sir Robert Sandeman 1877-1892
- Sir Harry North Dalrymple Prendergast (interí) 1889
- Sir Hugh Shakespear Barnes (interí) 1891
- Sir Oliver Beauchamp Coventry St. John (interí) 1891
- John Biddulph (interí) 1891
- Sir Hugh Shakespear Barnes (interí) 1892
- Major general Sir James Browne 1892-1896
- James Adair Crawford (interí) 1896
- Sir Hugh Barnes 1896-1900
- Henry Wylie (interí) 1899
- Coronel Charles Edward Yate 1900-1907
- John Ramsay (interí) 1904-1905
- Alexander Lauzun Pendock Tucker (interí) 1905-1907
- Sir Arthur Henry McMahon 1907-1911
- Charles Archer (interí) 1909
- John Ramsay (interí) 1911-1912
- Charles Archer (interí) 1912
- John Ramsay 1912-1917
- Charles Archer (interí) 1914 i 1915
- Sir Henry Robert Conway Dobbs 1917-1919
- Armine Brereton Dew 1919-1922
- Henry Beauchamp St. John (interí) 1922-1923
- Frederick William Johnston 1923-1926
- Edmond Henry Salt James (interí) 1926-1927
- Henry Beauchamp St. John 1927-1929
- Edmond Henry Salt James (interí) 1929
- Charles Edward Bruce (interí) 1929-1931
- Alexander Norman Ley Cater (interí) 1931-1932
- John Aloysius Brett (interí) 1932
- Alexander Norman Ley Cater 1932-1936
- Ronald Evelyn Leslie Wingate (interí) 1936
- Arthur Edward Broadbent Parsons (interí) 1936-1937
- Ronald Evelyn Leslie Wingate (interí) 1937
- Olaf Kirkpatrick Caroe (interí) 1937-1938
- Arthur Edward Broadbent Parsons 1938-1939
- Sir Herbert Aubrey Francis Metcalfe 1939-1943
- William Rupert Hay 1943-1946
- Henry Mortimer Poulton 1946
- Sir Geoffrey Prior 1946-1947